# Vestfyn vonal
A Vestfyn vonal egy tervezett nagysebességű vasútvonal a dániai Fyn szigetén, amelyet Odense és Middelfart között terveznek megépíteni.

## Háttér
A Koppenhága–Ringsted-vasútvonal, Dánia első nagysebességű vasútvonala 2019-ben nyílt meg. A dániai nagysebességű vasútvonalra vonatkozó, az Óra-modell keretében megvalósuló tervek részeként Koppenhága, Odense, Aarhus, Esbjerg és Aalborg városok között sebességnövekedést és új vonalszakaszokat terveztek. Ezt 2013-ban a Togfond tervben tovább vázolták, amely 2017-ben 4,5 milliárd dán koronárara becsülte az Odense és Middelfart/Fredericia közötti új vasútvonal költségeit.
A vonal megépítésére 2019 novemberében adták meg az engedélyt, az építkezés 2023-ban kezdődhet meg. A Vestfyn vonal a tervek szerint 4 km-rel rövidíti meg az Odense és Middelfart közötti útvonalat, és 5 perccel csökkenti a menetidőt.

## Útvonal
Az új vasút a tervek szerint nagyjából az E20 Fynske Motorvej út nyomvonalát követi. A vonal felszabadítja a meglévő vonal kapacitását; a koppenhágai S-tog vonatokhoz hasonlóan ezen a vonalon terveznek egy ingázó vasúti szolgáltatást.
A NIRAS 2022-ben úgy becsülte, hogy az építkezés 2028-ra fejeződik be.

## Lásd még
- Dánia nagysebességű vasúti közlekedése